# Kornog (revue)
Pour les articles homonymes, voir Kornog.
Kornog (en breton, « Occident »), en version longue Kornog - Occident, revue illustrée des arts bretons - dastumadenn skeudennek arzou Breiz est la revue d'art publiée par le mouvement artistique Seiz Breur.

## Parution
La revue commence à paraître en 1929.
En 1932, le mouvement tente de relancer une revue similaire sous le titre Keltia, qui n'a connu que deux numéros.